# مارشال تايلور
مارشال تايلور (بالإنجليزية: Marshall Taylor)‏ (مواليد 26 نوفمبر 1878 - الوفاة 28 يونيو 1932) كان دراج أمريكي في صنف سباق الدراجات على المضمار. فاز ببطولة سباق الدراجات على المضمار في سنة 1899.

## روابط خارجية
- مارشال تايلور على موقع أرشيف الدراجات (الإنجليزية)
- مارشال تايلور على موقع CycleBase (الإنجليزية)
- bridgew